# Fresh (chanson de Kool and the Gang)
Pour les articles homonymes, voir Fresh.
Singles de Kool and the Gang
Misled
(1984) Cherish
(1985)
Fresh est une chanson du groupe de funk américain Kool and the Gang et faisant partie de l'album Emergency,,. Elle est sortie le 24 novembre 1984 comme deuxième single de l'album. 
La chanson s'est notamment classée à la 9e place du Billboard Hot 100 américain et à la 11e place du classement des singles britannique. Elle a également atteint la première place des classements R&B et Dance aux États-Unis ainsi que la 28e place du Top 50 en France.

## Histoire
Le morceau est proposé à Kool and the Gang par James « JT » Taylor peu avant que ce dernier n'intègre le groupe.
Le morceau a été écrit par James « JT » Taylor, membre du groupe à cette époque, ainsi que par Sandy Linzer,. Le single, publié sous le label De-Lite Records (en), et produit par Ronald Bell (leader du groupe) et Jim Bonnefond, atteint la première place des classements R&B et Dance aux États-Unis,,.

## Liste des titres
| A. | Fresh        | 3:49 |
| B. | In the Heart | 4:34 |

| A. | Fresh   | 4:20 |
| B. | Rollin' | 3:11 |

## Classements et certifications
| Classement (1984–1985)                 | Meilleure position |
| -------------------------------------- | ------------------ |
| Allemagne de l'Ouest (Media Control)   | 26                 |
| Belgique (Flandre Ultratop 50 Singles) | 8                  |
| Canada (Top Singles)                   | 10                 |
| Canada (Adult Contemporary Tracks)     | 18                 |
| États-Unis (Hot 100)                   | 9                  |
| États-Unis (Hot Black Singles)         | 1                  |
| États-Unis (Dance Club Songs)          | 1                  |
| États-Unis (Adult Contemporary)        | 5                  |
| États-Unis (Cash Box Top 100)          | 10                 |
| Europe (European Top 100 Singles)      | 17                 |
| France (SNEP)                          | 28                 |
| Irlande (IRMA)                         | 13                 |
| Pays-Bas (Nederlandse Top 40)          | 34                 |
| Pays-Bas (Nationale Hitparade)         | 27                 |
| Royaume-Uni (UK Singles Chart)         | 11                 |

| Classement (1985)               | Position |
| ------------------------------- | -------- |
| Belgique (Flandre Ultratop 50)  | 57       |
| Canada (Top Singles)            | 84       |
| États-Unis (Hot 100)            | 89       |
| États-Unis (Hot Black Singles)  | 15       |
| États-Unis (Adult Contemporary) | 41       |
| États-Unis (Cash Box Top 100)   | 95       |
| France (SNEP)                   | 99       |

### Certifications
| Région                                | Certification | Ventes/Streams |
| ------------------------------------- | ------------- | -------------- |
| Canada (Music Canada)                 | Or            | 50 000^        |
| Royaume-Uni (BPI)                     | Argent        | 250 000^       |
| ^Mise en rayon selon la certification |               |                |

## Reprises
Fresh est notamment reprise par le groupe d'eurodance allemand Beat System (en) en 1996 sur l'album Refreshinator. Cette version atteint la 15e place du Top 50 en France et la 18e de l'Ultratop 40 wallon en Belgique.
Une nouvelle version de la chanson est enregistrée par Kool and the Gang en 2004 en collaboration avec le groupe de pop anglo-irlandais Liberty X. Elle figure sur l'album The Hits: Reloaded  de Kool & the Gang, qui comprend des succès du groupe réenregistrés avec d'autres artistes. Cette version de Fresh s'est classée à la 35e place en France.